# Uroš Marović
Uroš Marović   (Belgrad, 4 de juliol de 1946 - Belgrad, 23 de gener de 2014) fou un waterpolista serbi que va competir sota bandera iugoslava durant les dècades de 1960 i 1970.
El 1968 va prendre part en els Jocs Olímpics d'Estiu de Ciutat de Mèxic, on guanyà la medalla d'or en la competició del waterpolo. Quatre anys més tard, als Jocs de Munic, fou cinquè en la mateixa prova. Aquesta mateixa posició aconseguí als Jocs de Montreal de 1976.
En el seu palmarès també destaquen dues medalles de bronze al Campionat d'Europa de waterpolo, el 1970 i 1974, i tres medalles als Jocs del Mediterrani, d'or el 1967 i 1971, i de plata el 1975. Amb la selecció iugoslava jugà un total de 203 partits entre 1967 i 1976, en què marcà 198 gols.
A nivell de clubs s'inicià al Jardan Split. Entre el 1968 i 1976 jugà al VK Partizan, amb qui guanyà set lligues de Iugoslàvia, el 1968, 1970 i de 1972 a 1976, quatre copes de Iugoslàvia, de 1973 a 1976 i tres Copes d'Europa de Waterpolo, el 1971, 1975 i 1976.
Posteriorment fou vicepresident de la Federació de Waterpolo de Sèrbia i Montenegro i president de la Federació Sèrbia de Waterpolo del 2006 al 2008. També va ocupar diversos càrrecs dirigents al VK Partizan.